# Paulo Rodrigues Barc
Paulo Rodrigues Barcelos (* 10. Mai 1960 in Uberaba) ist ein ehemaliger brasilianischer Fußballspieler.

## Karriere
Paulo begann seine Karriere bei Nacional FC (MG) und spielte unter anderem auch beim América Mineiro, EC Bahia und CA Bragantino. Mit Bahia wurde Paulo 1988 brasilianischer Meister. Im September 1993 wechselte er zum japanischen Erstligisten Verdy Kawasaki. Mit dem Verein wurde er 1993 und 1994 japanischer Meister.

## Erfolge
Bahia
- Staatsmeisterschaft von Bahia: 1988, 1991
- Campeonato Brasileiro de Futebol: 1988

Verdy Kawasaki
- Japanischer Meister: 1993, 1994
- Japanischer Ligapokalsieger: 1993, 1994

Auszeichnungen
- Bola de Prata: 1988